# CYP27C1
CYP27C1 (англ. Cytochrome P450 family 27 subfamily C member 1) – білок, який кодується однойменним геном, розташованим у людей на короткому плечі 2-ї хромосоми. Довжина поліпептидного ланцюга білка становить 372 амінокислот, а молекулярна маса — 42 632.
| 10         |  | 20         |  | 30         |  | 40         |  | 50         |
| ---------- |  | ---------- |  | ---------- |  | ---------- |  | ---------- |
| MRSVLRQRIL |  | KPKDVAIYSG |  | EVNQVIADLI |  | KRIYLLRSQA |  | EDGETVTNVN |
| DLFFKYSMEG |  | VATILYESRL |  | GCLENSIPQL |  | TVEYIEALEL |  | MFSMFKTSMY |
| AGAIPRWLRP |  | FIPKPWREFC |  | RSWDGLFKFS |  | QIHVDNKLRD |  | IQYQMDRGRR |
| VSGGLLTYLF |  | LSQALTLQEI |  | YANVTEMLLA |  | GVDTTSFTLS |  | WTVYLLARHP |
| EVQQTVYREI |  | VKNLGERHVP |  | TAADVPKVPL |  | VRALLKETLR |  | LFPVLPGNGR |
| VTQEDLVIGG |  | YLIPKGTQLA |  | LCHYATSYQD |  | ENFPRAKEFR |  | PERWLRKGDL |
| DRVDNFGSIP |  | FGHGVRSCIG |  | RRIAELEIHL |  | VVIQLLQHFE |  | IKTSSQTNAV |
| HAKTHGLLTP |  | GGPIHVRFVN |  | RK         |  |            |  |            |

A: Аланін

C: Цистеїн

D: Аспарагінова кислота

E: Глутамінова кислота

F: Фенілаланін

G: Гліцин

H: Гістидин

I: Ізолейцин

K: Лізин

L: Лейцин

M: Метіонін

N: Аспарагін

P: Пролін

Q: Глутамін

R: Аргінін

S: Серин

T: Треонін

V: Валін

W: Триптофан

Кодований геном білок за функцією належить до оксидоредуктаз. 
Задіяний у такому біологічному процесі як поліморфізм. 
Білок має сайт для зв'язування з іонами металів, іоном заліза, гемом. 
Локалізований у мембрані.